# Kanton Les Lilas
Kanton Les Lilas (fr. Canton des Lilas) je francouzský kanton v departementu Seine-Saint-Denis v regionu Île-de-France. Tvoří ho dvě obce.

## Obce kantonu
- Les Lilas
- Le Pré-Saint-Gervais